# Guillaume de Rodez
Pour les articles homonymes, voir Guillaume.
Guillaume de Millau, mort en 1208, fut comte de Rodez associé à son père et vicomte de Carlat de 1196 à 1208.

## Biographie
Il était fils d'Hugues II, comte de Rodez et vicomte de Carlat, et d'Agnès d'Auvergne.
À la mort de son frère aîné Hugues (1196), il fut associé au gouvernement du comté de Rodez par son père.
Il avait épousé Irdoine de Séverac, fille de Guy, seigneur de Sévérac et de Béatrix de Canillac. Il mourut avant son père, et sans avoir eu d'enfant. Son demi-frère Henri lui succéda. Une autre part du comté de Rodez est donnée au comte Guy II d'Auvergne, mais après un an la situation géopolitique de ce dernier l'oblige à vendre ses droits sur cette terre à Raymond VI de Toulouse.